# 微水镇
微水镇，是中华人民共和国河北省石家庄市井陉县下辖的一个乡镇级行政单位。

## 行政区划
微水镇下辖以下地区：
会里社区、韩信社区、桃源社区、双槐社区、微水村、五里铺村、微新庄村、芝麻峪村、罗庄村、长岗村、南河头村、石圪垯村、涧沟村、椅子村、岩峰村、马村、段庄村、南良都村、北良都村、帐方岭村、良河东村、良河西村、良都店村、胡家峪村、东庄村、皇都村、后掌村、虎皮庄村、东水村、南高家庄村和栾家窑村。